# Скереда альпійська
{{#ifeq:0|0|{{#if:Crepis alpina|{{#if:|[[]}}|[[]]}}}}
Скереда альпійська (Crepis alpina) — вид рослин із родини айстрових (Asteraceae).

## Біоморфологічна характеристика
Однорічна рослина 20–60 см заввишки. Стеблові листки довгасто-ланцетні, з напівстеблоохопними вушками. Кошики великі, одиночні або їх 2–3, до 2 см завдовжки і 0.5–1 см завширшки. Квіти жовті. Сім'янки неоднакові; крайові разом з носиком 9–14 мм завдовжки, жовті, коротко волосисті, з білим чубчиком 5–7 мм завдовжки; серединні сім'янки тонко веретеноподібні, прямі, 10–14 мм завдовжки, 0.4–0.8 мм ушир, поступово звужені в тонкий, не коротший за саму сім'янку носик, з білим чубчиком 6–8.5 мм завдовжки. .

## Середовище проживання
Зростає на північному сході Африки (Єгипет, Лівія), південному сході Європи (Україна (Крим), Росія (Північний Кавказ)), у Західній Азії (Іран, Ірак, Ліван-Сирія, Палестина, Синай, Південний Кавказ, Туреччина).
В Україні вид росте на гірських кам'янистих схилах — у Криму.